# Капуто, Микеле Карло
Микеле Карло Капуто (итал. Michele Carlo Caputo; 28 июля 1838, Неаполь — 15 февраля 1928, Рим) — итальянский библиотекарь и музыкальный деятель.
Окончил филологический факультет Неаполитанского университета (1858), изучал также фортепиано, композицию и вокал в консерватории Сан-Пьетро-а-Майелла. В 1860—1861 гг. участвовал в военной кампании под руководством Джузеппе Гарибальди. Затем вернулся в Неаполь и с 1863 г. активно публиковался в городской прессе как музыкальный критик. Занимал ряд административных областей в области музыки и музыкального образования — в частности, был секретарём Первого итальянского съезда музыкантов (1864). Преподавал хоровое пение в школах Неаполя.
В 1889 г. был направлен министерством просвещения Италии в Парму для организации музыкального отдела в Палатинской библиотеке Пармы, по завершении этой работы в 1891 г. был назначен заведующим этим отделом, занимался также созданием хоровой школы при Пармской консерватории. В 1898—1904 гг. директор Библиотеки Эсте в Модене. В 1904—1909 гг. руководил университетской библиотекой в Катании. В 1909 году после Мессинского землетрясения работал в Мессине над спасением ценных изданий и рукописей из местной библиотеки. Затем в 1909—1912 гг. возглавлял библиотеку Падуанского университета. В 1912—1920 гг. заведовал музыкальной библиотекой Национальной академии Св. Цецилии.
Капуто опубликовал множество книг и статей по вопросам организации музыкального (прежде всего, хорового) образования в Италии и, во второй половине жизни, по истории и составу библиотек, которые он возглавлял. Кроме того, ему принадлежит ряд либретто для опер и кантат; наиболее интенсивное содружество связывало его с композитором Джорджо Мичели.